# El Gachupín, Durango
El Gachupín är en ort i Mexiko.   Den ligger i kommunen Tamazula och delstaten Durango, i den centrala delen av landet, 1 000 km nordväst om huvudstaden Mexico City. El Gachupín ligger 353 meter över havet och antalet invånare är 248.
Terrängen runt El Gachupín är kuperad. Runt El Gachupín är det mycket glesbefolkat, med 6 invånare per kvadratkilometer. Närmaste större samhälle är Tamazula, 10,6 km väster om El Gachupín. I omgivningarna runt El Gachupín växer i huvudsak blandskog.